# گرآب (طالقان)
گرآب روستایی از توابع شهرستان طالقان و بخش بالا طالقان در استان البرز ایران است.

## جمعیت
این روستا در دهستان بالاطالقان قرار دارد و براساس سرشماری مرکز آمار ایران در سال ۱۳۸۵، جمعیت آن ۱۴۲ نفر (۴۰خانوار) بوده‌است.